# Amfreville-la-Mi-Voie
Amfreville-la-Mi-Voie – miejscowość i gmina we Francji, w regionie Normandia, w departamencie Sekwana Nadmorska. Przez miejscowość przepływa Sekwana. 
Według danych na rok 1999 gminę zamieszkiwało 2869 osób, a gęstość zaludnienia wynosiła 737 osób/km² (wśród 1421 gmin Górnej Normandii Amfreville-la-Mi-Voie plasuje się na 90. miejscu pod względem liczby ludności, natomiast pod względem powierzchni na miejscu 779.).